# Jorba
Jorba è un comune spagnolo di 605 abitanti situato nella comunità autonoma della Catalogna.